# Lithostege scoliogramma
Lithostege scoliogramma là một loài bướm đêm trong họ Geometridae.